# 黄金豹
『黄金豹』（おうごんひょう）は、月刊娯楽雑誌「少年クラブ」（講談社）に1956年に連載された江戸川乱歩作の少年向け推理小説シリーズの第14話目である。

## 概要
怪人二十面相が黄金豹に扮して高価な美術品や宝石を盗んでは跡形もなく消えることで世間を驚かせる。
黄金豹の正体が人間である可能性が早々と指摘される中で、人間が化けたのなら後ろ足の関節が逆になるのではという指摘もされた。

## あらすじ
東京都内に高価な美術品や宝石を盗んでは跡形もなく消える黄金豹を出没する。名探偵の明智小五郎と小林少年が事件の謎を解明するために捜査を開始する。